# Beck – Det tysta skriket
Beck – Det tysta skriket är en svensk TV-film från 2007. Detta är den sjunde filmen i den tredje omgången med Peter Haber och Mikael Persbrandt i huvudrollerna. Filmen släpptes på DVD den 19 september 2007.

## Handling
Två tjejer blir påkörda av ett fjärrtåg i Huddinge en mörk höstnatt. När Martin Beck och hans kollegor börjar utreda den obehagliga händelsen, möter de unga kvinnors vardag. För att bli bekräftade måste tjejer tåla hög press, våld och hot, något som leder till instabilitet och självförakt.

## Rollista
- Martin Beck – Peter Haber
- Gunvald Larsson – Mikael Persbrandt
- Margareta Oberg – Marie Göranzon
- Lena Klingström – Stina Rautelin
- Bodil Lettermark – Ing-Marie Carlsson
- Oskar Bergman – Måns Nathanaelson
- Grannen – Ingvar Hirdwall
- Oljelund – Peter Hüttner
- Inger Beck, Martins dotter – Rebecka Hemse
- Vilhelm Beck, Ingers son – Neil Bourguiba
- Kjell Strömbrink – Jimmy Lindström
- Anders Larsson – Jonatan Blode
- Fabian Bronér – Anastasios Soulis
- Muriel Santander – Nanna Blondell
- Eva Rosling – Mylaine Hedreul
- Anton, Bodils son – Axel Zuber
- Ann Marklund – Ia Langhammer
- Moa Marklund – Karin Bogaeus
- Mikael Marklund – Max Vobora
- Jiyan Ghiza – Marall Nasiri
- Merdan Ghiza – Zinat Pirzadeh
- Ferze Ghiza – Hassan Brijany
- Dayik Ghiza – Nour El Refai
- Kenny Sörberg – Ivan Mathias Petersson
- Spräcket – Linda Källgren
- Lokförare – Sannamari Patjas
- Tekniker – Johan Hallström
- Hans Nilsson – Pale Olofsson
- Sonja Ernelius – Catherine Hansson
- Uteliggare – Bill Hugg
- Klassföreståndare – Isabel Munshi
- Hemlös – Peter Carlberg
- Joggande kvinna – Moa Gammel
- Fotoexpedit – Frans Wiklund
- Utslagen man – Roger Westberg
- Utslagen kvinna – Anitha Nygårds
- Evas mamma – Karin Katona

## Övrigt
En av scenerna är inspelad vid Uggleviksreservoaren. Det är där som en fotograf försöker lura en minderårig att klä av sig inför kameran.